# Ian Hanavan
Ian Joel Hanavan (Moline, 15 agosto 1980) è un ex cestista e allenatore di pallacanestro statunitense con cittadinanza belga.

## Palmarès

### Giocatore
- Coppa della Repubblica Ceca: 1

ČEZ Nymburk: 2010